# Nothopsyche apicalis
Nothopsyche apicalis är en nattsländeart som beskrevs av Georg Ulmer 1932. Nothopsyche apicalis ingår i släktet Nothopsyche och familjen husmasknattsländor. Inga underarter finns listade i Catalogue of Life.